# Anke Huberová
Anke Huber (* 4. prosince 1974 Bruchsal) je bývalá německá profesionální tenistka, která hrála na okruhu WTA v letech 1989 až 2001. Mezi nejlepší výsledky se řadí finále dvouhry na prvním grandslamu sezóny Australian Open 1996. Za svou kariéru vyhrála na ženském profesionálním okruhu dvanáct turnajů ve dvouhře a jeden v ženské čtyřhře.
Nejvýše postavená na žebříčku WTA byla ve dvouhře na 4. místě (14. října 1996), ve čtyřhře pak na 30. místě (10. července 2000).
V letech 1992, 1996 a 2000 reprezentovala Německo na Letních olympijských hrách. Spolu s Borisem Beckerem vyhrála pro zemi Hopmanův pohár 1995.

## Osobní život
Narodila se v tehdy západoněmeckém Bruchsalu ve spolkové zemi Bádensko-Württembersko. S tenisem začala v sedmi letech na popud otce Edgara. V roce 1986 se stala západoněmeckou mistryní žákyň do 12 let, roku 1987 mistryní do 14 let, roku 1988 dorosteneckou mistryní do 16 let a v roce 1989 vyhrála juniorské Mistrovství Evropy. Roku 1990 hrála semifinále juniorky ve Wimbledonu.
Prvním seniorským grandslamem, do kterého nastoupila ještě před dokončením střední školy, byl Australian Open 1990, v němž postoupila přes Maideru Levalovou a Elisu Burginovou, ale nestačila na 13. nasazenou Raffaelu Reggiovou. Na konci roku byla na žebříčku WTA pro dvouhru klasifikovaná na 34. místě.
Po ukončení profesionální kariéry Steffi Grafové v roce 1999, se stala německou tenisovou jedničkou. Dva roky poté jí komplikovaly hru přetrvávající bolesti zápěstí. Také plánovala založit rodinu, proto svůj poslední zápas odehrála 31. října 2001 na německém Sanex Championships proti Justin Heninové, v němž jí podlehla 1–6, 2–6.
Za svou kariéru se na turnajích okruhu WTA probojovala do 23 finále, z nichž 12 vyhrála, 29 semifinále a 50 čtvrtfinále.
V roce 2002 se stala ředitelkou turnaje WTA Porsche Tennis Grand Prix ve Stuttgartu.

## Rodinný život
Jejím partnerem je Roger Wittman, mají spolu syna Moritze Lucu (nar. 2005) a dceru Lauru Sophie (nar. 2006).

## Finálová utkání Grand Slamu

### Ženská dvouhra: 1 (0–1)

#### Finalistka
| Rok  | Turnaj          | Vítězka         | Výsledek |
| 1996 | Australian Open | Monika Selešová | 4-6, 1-6 |

## Tituly na okruhu WTA (13)

### Dvouhra (12)
| Legenda         |
| Tier I (1)      |
| Tier II (4)     |
| Tier III (4)    |
| Tier IV & V (3) |

| Tituly dle povrchu |
| Tvrdý (2)          |
| Antuka (4)         |
| Tráva (1)          |
| Koberec (5)        |

| Č.  | Datum              | Turnaj                        | Místo                        | Povrch      | Finalistka               | Výsledek         |
| 1.  | 26. srpna 1990     | OTB International Open        | Schenectady, New York, USA   | tvrdý       | Marianne Werdel Witmeyer | 6-1, 5-7, 6-4    |
| 2.  | 20. října 1991     | Porsche Tennis Grand Prix (1) | Filderstadt Německo          | koberec (h) | Martina Navrátilová      | 2-6, 6-2, 7-6(4) |
| 3.  | 18. červenec 1993  | Citroen Cup (1)               | Kitzbühel, Rakousko          | antuka      | Judith Wiesner           | 6-4, 6-1         |
| 4.  | 31. července 1994  | Styrian Open (2)              | Styria, Rakousko             | antuka      | Judith Wiesnerová        | 6-3, 6-3         |
| 5.  | 16. října 1994     | Porsche Tennis Grand Prix (2) | Filderstadt, Německo         | tvrdý (h)   | Mary Pierceová           | 6-4, 6-2         |
| 6.  | 13. listopadu 1994 | VS of Philadelphia            | Filadelfie, USA              | koberec (h) | Mary Pierceová           | 6-0, 6-7(4), 7-5 |
| 7.  | 1. října 1995      | Sparkassen Cup (1)            | Lipsko, Německo              | koberec (h) | Magdalena Malejevová     | bez boje         |
| 8.  | 23. června 1996    | Wilkinson Championships       | 's-Hertogenbosch, Nizozemsko | tráva       | Helena Suková            | 6-4, 7-6(2)      |
| 9.  | 6. říjen 1996      | Sparkassen Cup (2)            | Lipsko, Německo              | koberec (h) | Iva Majoliová            | 5-7, 6-3, 6-1    |
| 10. | 27. října 1996     | SEAT Open                     | Lucemburk, Lucembursko       | koberec (h) | Karina Habšudová         | 6-3, 6-0         |
| 11. | 16. dubna 2000     | Estoril Open                  | Lisabon, Portugalsko         | antuka      | Nathalie Dechyová        | 6-2, 1-6, 7-5    |
| 12. | 23. července 2000  | Idea Prokom Open              | Sopoty, Polsko               | antuka      | Gala Leónová Garcíaová   | 7-6(4), 6-3      |

### Čtyřhra (1)
| Legend      |
| ----------- |
| Tier II (1) |

| Č. | Datum          | Turnaj     | Místo            | Povrch | Spouhráčka     | Finalistky                         | Výsledek         |
| 1. | 4. března 1997 | Rexona Cup | Hamburk, Německo | antuka | Mary Pierceová | Ruxandra Dragomirová Iva Majoliová | 2-6, 7-6(1), 6-2 |

## Finálové prohry na turnajích WTA (14)

### Dvouhra (11)
Grand slam je tučně.
- 1990: Bayonne (vítězka Nathalie Tauziatová)
- 1993: Sydney (vítězka Jennifer Capriatiová)
- 1993: Brighton (vítězka Jana Novotná)
- 1995: WTA Tour Championships (vítězka Steffi Grafová)
- 1996: Australian Open (vítězka Monika Selešová)
- 1996: Manhattan Beach (vítězka Lindsay Davenportová)
- 1996: Filderstadt (vítězka Martina Hingisová)
- 1997: Paříž (vítězka Martina Hingisová)
- 1997: Toronto (vítězka Monika Selešová)
- 2001: Paříž (vítězka Amélie Mauresmová)
- 2001: Štrasburk (vítězka Silvia Farinaová Eliaová)

### Čtyřhra (3)
- 1993: Brighton (vítězka Larisa Savčenková Neilandová)
- 1999: Sydney (vítězka Mary Joe Fernandezová)
- 1999: Moskva (vítězka Julie Halardová)

## Chronologie výsledků na Grand Slamu ve dvouhře
| Turnaj          | 1990  | 1991  | 1992  | 1993  | 1994  | 1995  | 1996  | 1997  | 1998  | 1999  | 2000  | 2001  | Celkově SR |
| --------------- | ----- | ----- | ----- | ----- | ----- | ----- | ----- | ----- | ----- | ----- | ----- | ----- | ---------- |
| Australian Open | 3k    | QF    | QF    | 4k    | 3k    | 4k    | F     | 4k    | SF    | 2k    | 1k    | A     | 0 / 11     |
| French Open     | A     | 3k    | 2k    | SF    | 4k    | 4k    | 4k    | 1k    | A     | A     | 4k    | 2k    | 0 / 9      |
| Wimbledon       | 2k    | 4k    | 3k    | 4k    | 2k    | 4k    | 3k    | 3k    | A     | 1k    | 4k    | 4k    | 0 / 11     |
| US Open         | 1k    | 2k    | 1k    | 3k    | 2k    | 4k    | 1k    | 3k    | 1k    | QF    | QF    | 3k    | 0 / 12     |
| SR              | 0 / 3 | 0 / 4 | 0 / 4 | 0 / 4 | 0 / 4 | 0 / 4 | 0 / 4 | 0 / 4 | 0 / 2 | 0 / 3 | 0 / 4 | 0 / 3 | 0 / 43     |

| Legenda | Legenda                                   | Legenda | Legenda                     |
| ------- | ----------------------------------------- | ------- | --------------------------- |
| SR      | poměr vyhraných turnajů ku všem odehraným | W–L V–P | výhry–prohry                |
| NH      | daný rok se turnaj nekonal                | A       | turnaje se hráč nezúčastnil |
| 1Q / LQ | prohra v (kole) kvalifikace               | 1k / 1R | prohra v daném kole turnaje |
| QF / ČF | prohra ve čtvrtfinále                     | SF      | prohra v semifinále         |
| F       | prohra ve finále                          | Vítěz   | vítězství v turnaji         |